# 戦後史開封
戦後史開封（せんごしかいふう）は、産経新聞で1994年から1995年にかけて掲載された連載記事。

## 概要
戦後50周年を記念して行われた、当時高い評価を得た長期大型連載。1994年1月8日より1995年12月30日にかけて、産経新聞紙上に毎週5回連載された。当初は1年間だけの連載の予定だったが、最終的に2年の連載となった。
様々なテーマに関して、当時の関係者の証言を中心に構成した、現代の用語で言うオーラルヒストリーとなっている。最高齢は92歳で、インタビューを受けた者の中には、受けた直後に鬼籍に入った者もおり、貴重な証言となっている。
最終的に、連載回数は全488回、テーマ数は99に及んだ。連載記事は連載直後より単行本にまとめられ、1994年から1996年にかけて全3巻が刊行された。ただし、第1巻に収録されるはずであった、シベリア抑留に関する瀬島龍三のオーラルヒストリー『シベリア抑留―瀬島龍三の十一年』（1994年8月掲載）に関しては、瀬島がそのころ刊行を予定していた自伝（『幾山河 瀬島龍三回想録』）とダブる部分があったため、割愛されている。
1999年には文庫版も刊行された。2022年より一部記事を再構成して産経Podcastにて配信されている。
なお、『戦後史開封』のコンセプトを継承し、1996年には最新技術から未来を予想する『未来史閲覧』が産経紙上で連載された。それと同時に、「自由主義史観研究会」（藤岡信勝）による『教科書が教えない歴史』も連載。1997年、「戦後史開封」取材班代表の皿木喜久（産経新聞特集部長）は、「自由主義史観研究会」が結成した「新しい歴史教科書をつくる会」に参加。

## 書誌情報
単行本は全3巻。いずれも編者・産経新聞「戦後史開封」取材班、発行・産経新聞ニュースサービス、発売・扶桑社。
- 『戦後史開封』1995年1月30日発行
- 『戦後史開封2』1995年6月30日発行
- 『戦後史開封3』1995年2月20日発行